# Eurhadina
Eurhadina är ett släkte av insekter som beskrevs av Haupt 1929. Eurhadina ingår i familjen dvärgstritar.

## Bildgalleri

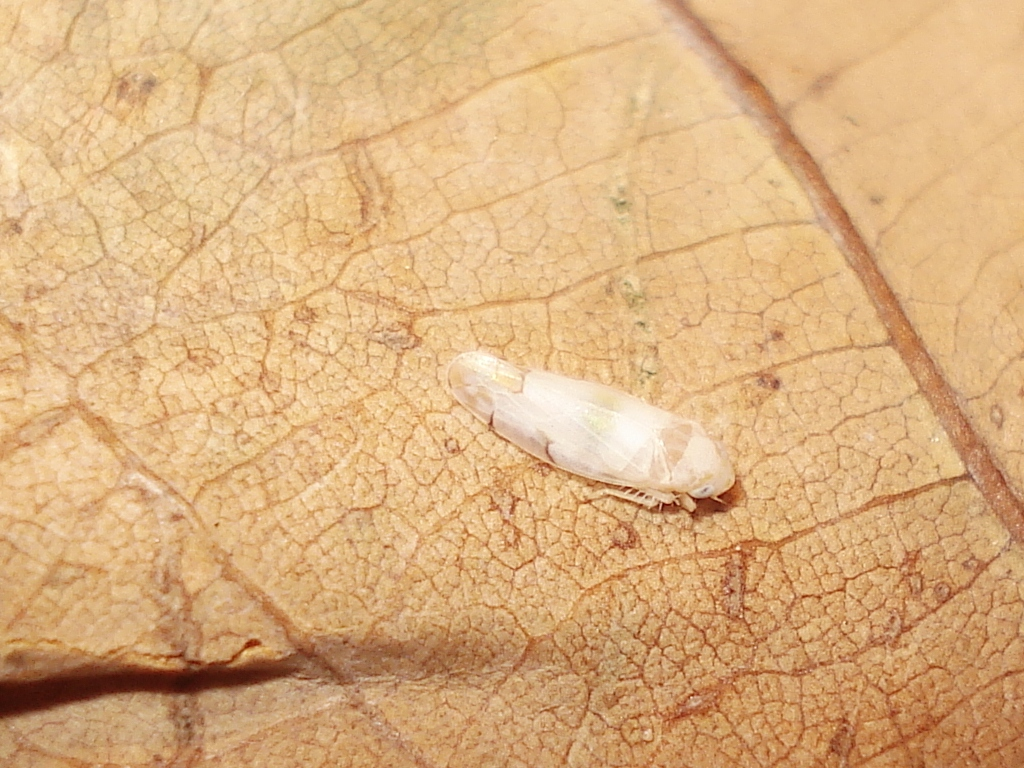
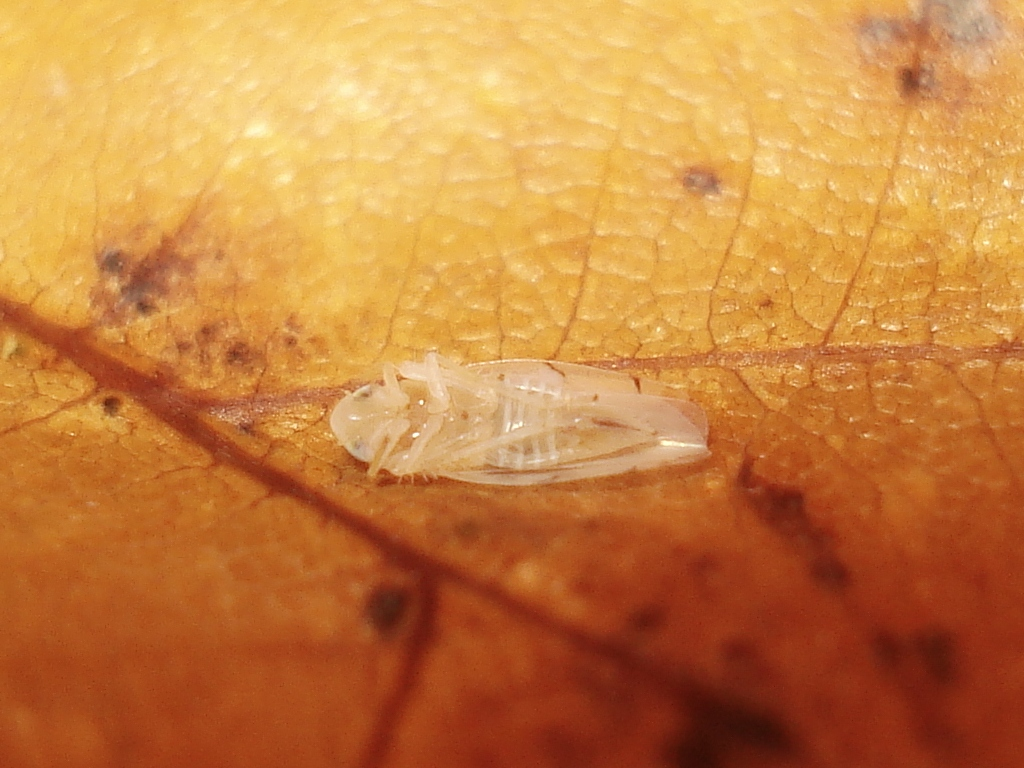
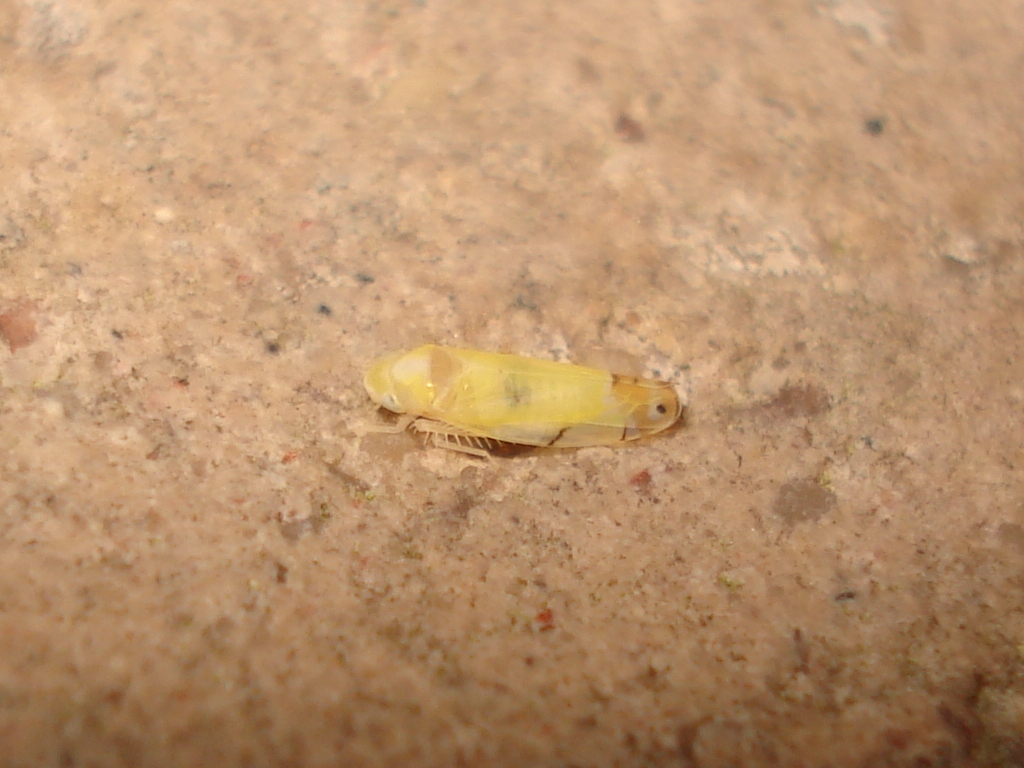
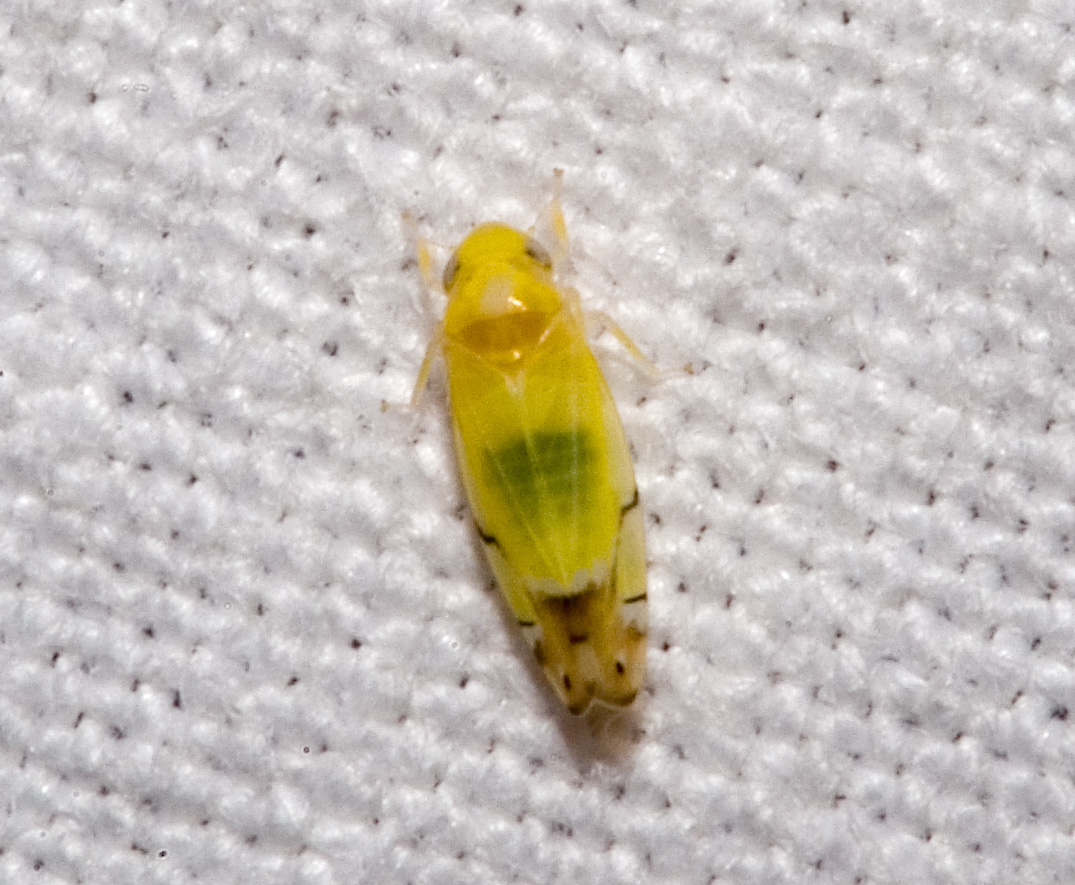

## Dottertaxa tillEurhadina, i alfabetisk ordning[1][2]
- Eurhadina acapitata
- Eurhadina alba
- Eurhadina angulata
- Eurhadina anurous
- Eurhadina betularia
- Eurhadina biavis
- Eurhadina brevis
- Eurhadina callissima
- Eurhadina centralis
- Eurhadina chiengdaoa
- Eurhadina choui
- Eurhadina concinna
- Eurhadina cuii
- Eurhadina dazhulana
- Eurhadina dina
- Eurhadina diplopunctata
- Eurhadina donata
- Eurhadina exclamationis
- Eurhadina fasciata
- Eurhadina flavescens
- Eurhadina flavicorona
- Eurhadina flavistriata
- Eurhadina fujina
- Eurhadina fusca
- Eurhadina gedensis
- Eurhadina hema
- Eurhadina intanonica
- Eurhadina interrupta
- Eurhadina japonica
- Eurhadina jarrayi
- Eurhadina judoka
- Eurhadina kirkaldyi
- Eurhadina kirschbaumi
- Eurhadina koreana
- Eurhadina krispinilla
- Eurhadina lactea
- Eurhadina liue
- Eurhadina loewii
- Eurhadina maculata
- Eurhadina mala
- Eurhadina mamata
- Eurhadina menglunensis
- Eurhadina nasti
- Eurhadina ornata
- Eurhadina pallida
- Eurhadina pookiewica
- Eurhadina prima
- Eurhadina pulchella
- Eurhadina punjabensis
- Eurhadina quarta
- Eurhadina remanei
- Eurhadina ribauti
- Eurhadina rika
- Eurhadina robusta
- Eurhadina rona
- Eurhadina rubra
- Eurhadina rubrania
- Eurhadina rubrivittata
- Eurhadina rutilans
- Eurhadina saageri
- Eurhadina secunda
- Eurhadina sikkimensis
- Eurhadina sinica
- Eurhadina spinifera
- Eurhadina tripunctata
- Eurhadina turkey
- Eurhadina unilobata
- Eurhadina unipunicea
- Eurhadina univira
- Eurhadina uszata
- Eurhadina wagneri
- Eurhadina variegata
- Eurhadina warna
- Eurhadina vittata
- Eurhadina wuyiana
- Eurhadina xantha
- Eurhadina yingfengica
- Eurhadina zadyma
- Eurhadina zhengi